# Chambéry
Chambéry ([ʃɑ̃.be.ʁi], arpitánsky: Chambèri, italsky: Sciamberì, helvétsky: Camberia) je francouzské město v regionu Auvergne-Rhône-Alpes, historické hlavní město Savojska a hlavní město (prefektura) departementu Savojsko. V roce 2010 zde žilo 57 342 obyvatel. Je centrem arrondissementu Chambéry. Pochází odtud bratři Gautier a Renaud Capuçonovi a známý francouzský fotbalista Olivier Giroud.

## Vývoj počtu obyvatel
Počet obyvatel 

## Partnerská města
- Turín, Itálie, od roku 1997
- Albstadt, Německo, od roku 1979

## Galerie

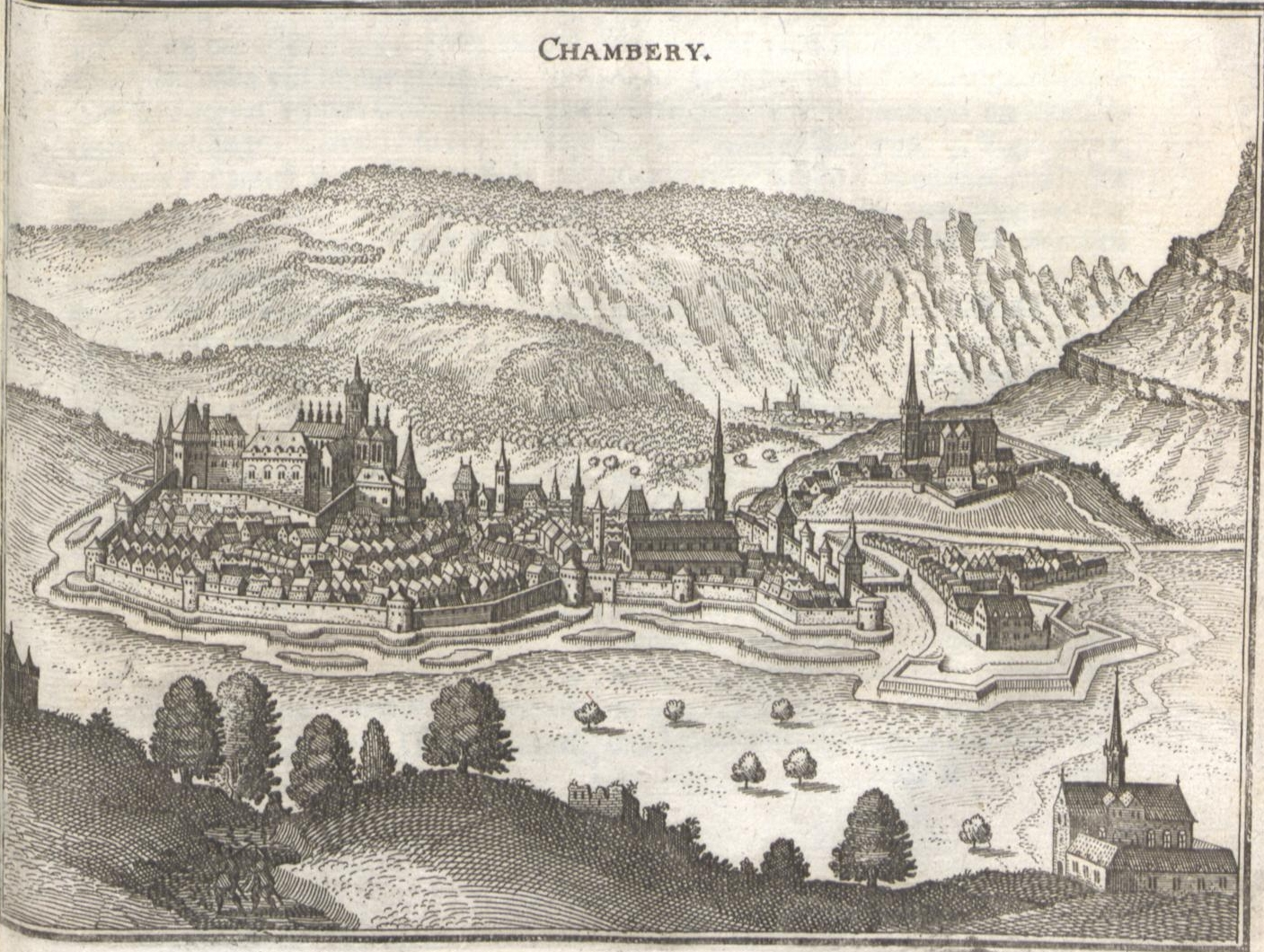
Chambéry v roce 1645.
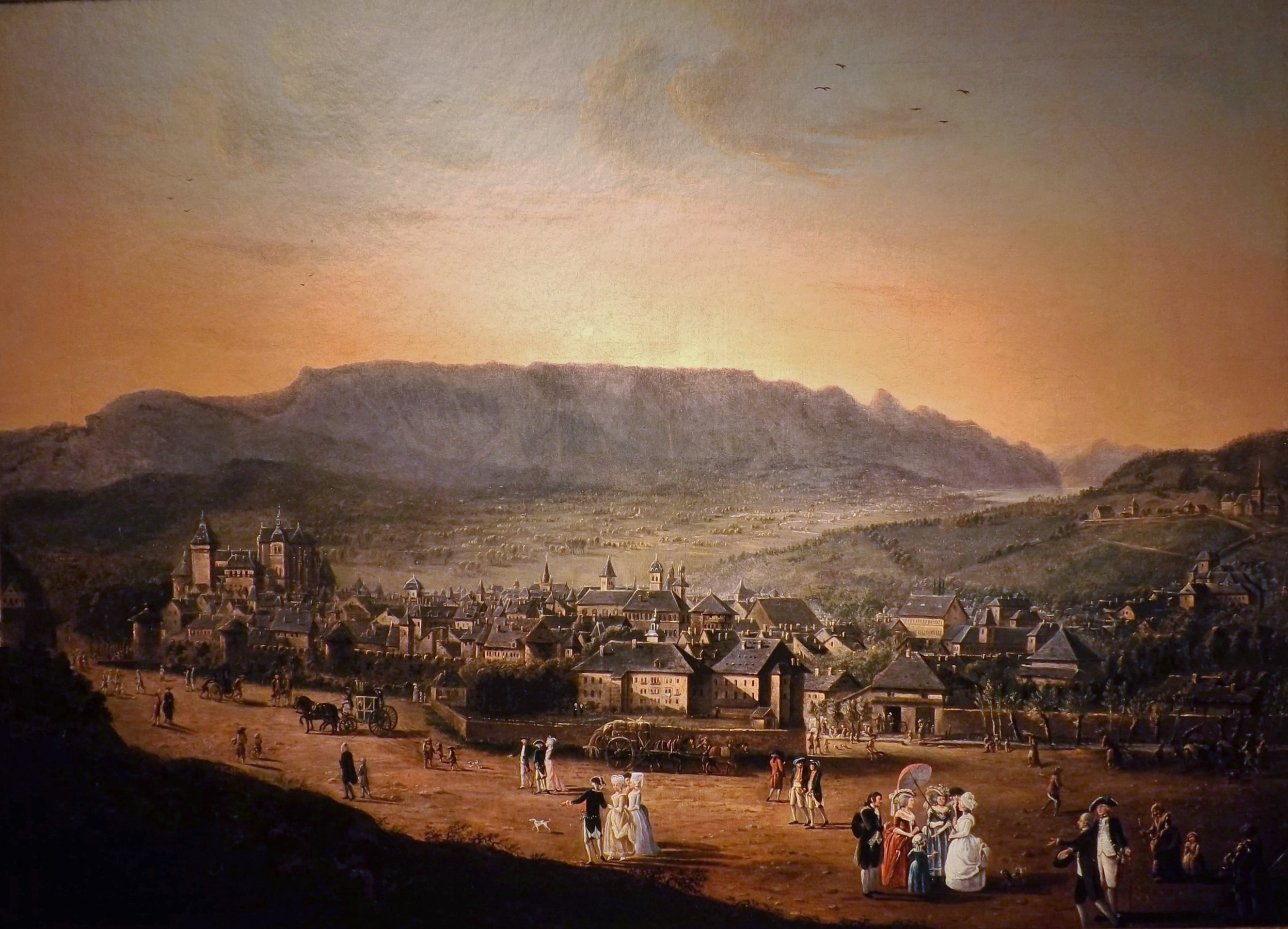
Chambéry kolem roku 1780
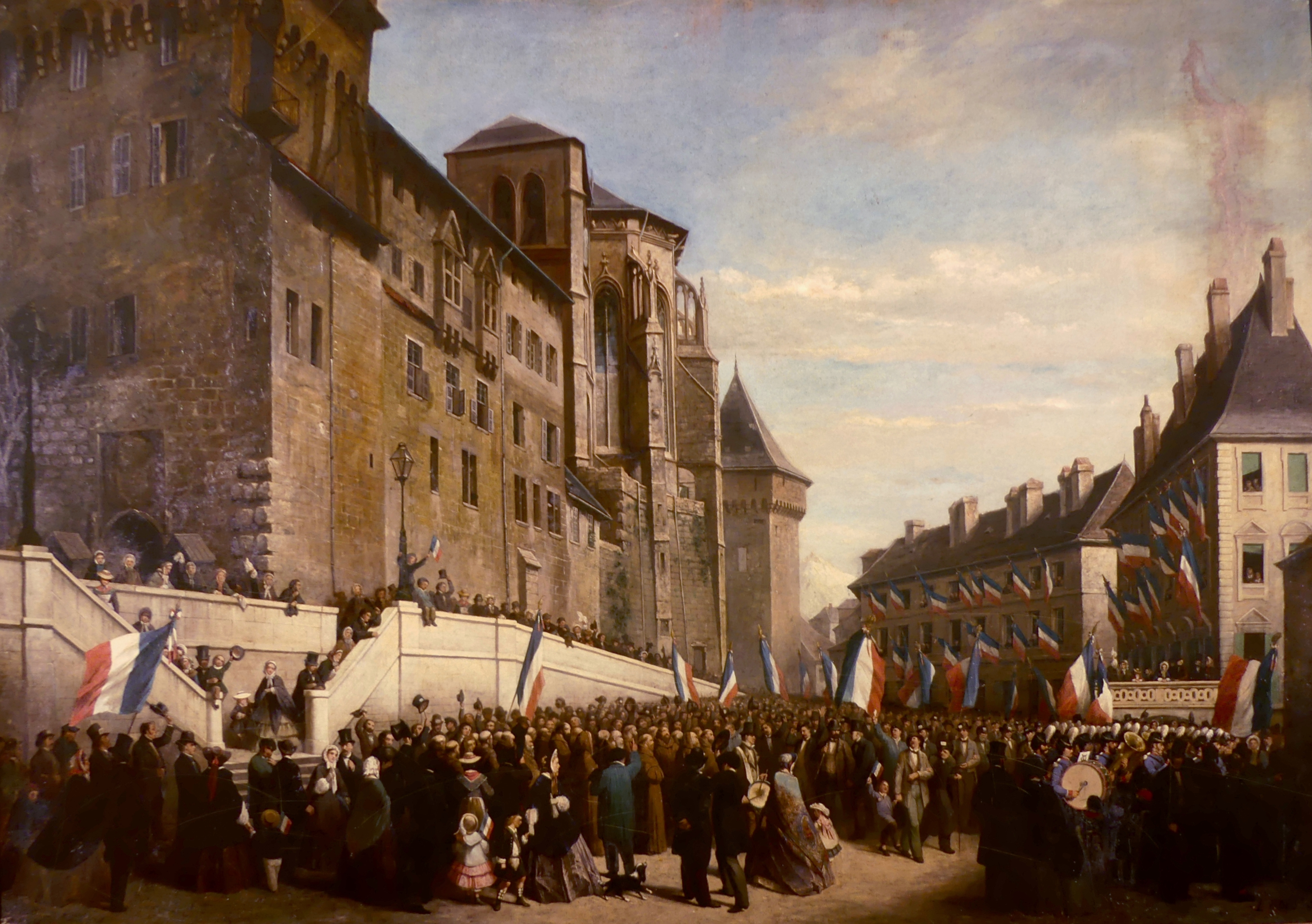
Lidé v Chambéry mávají francouzskými vlajkami před zámkem vévodů během připojení Savojska k Francii v roce 1860.
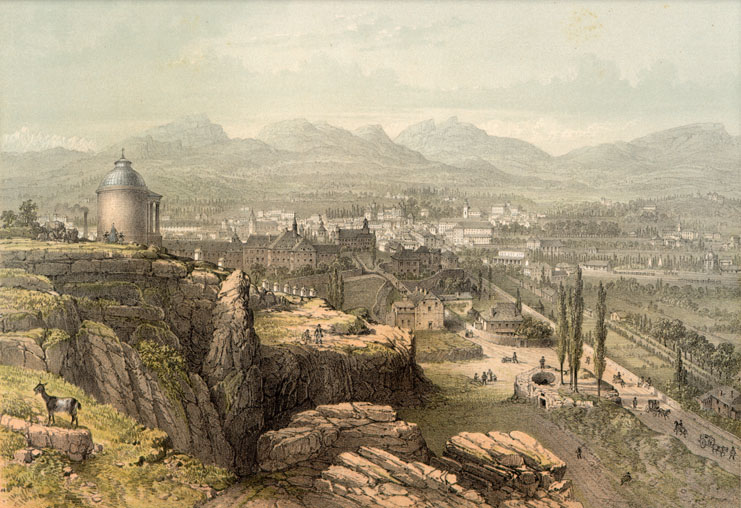
Chambéry v roce 1864.
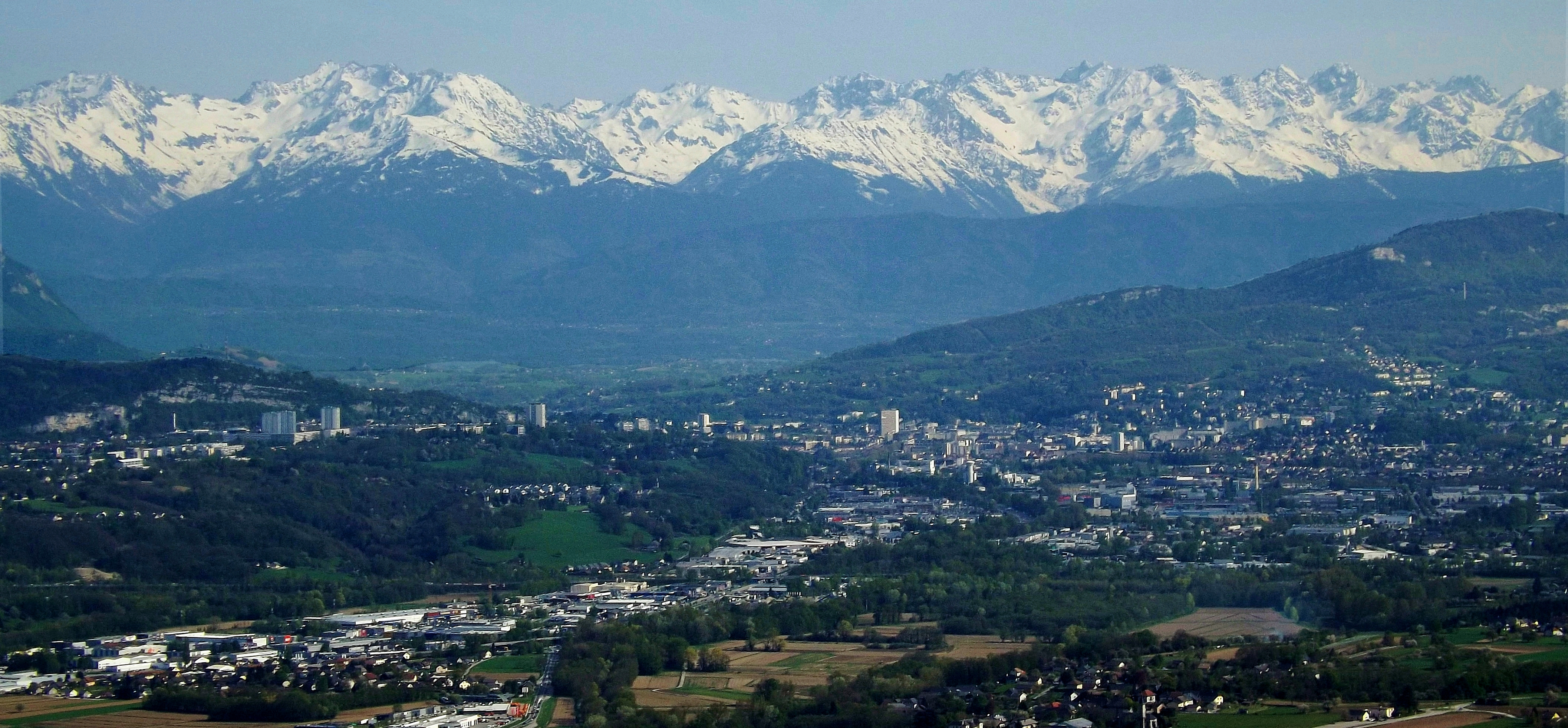
Panorama Chambéry s pohořím Belledonne v pozadí.
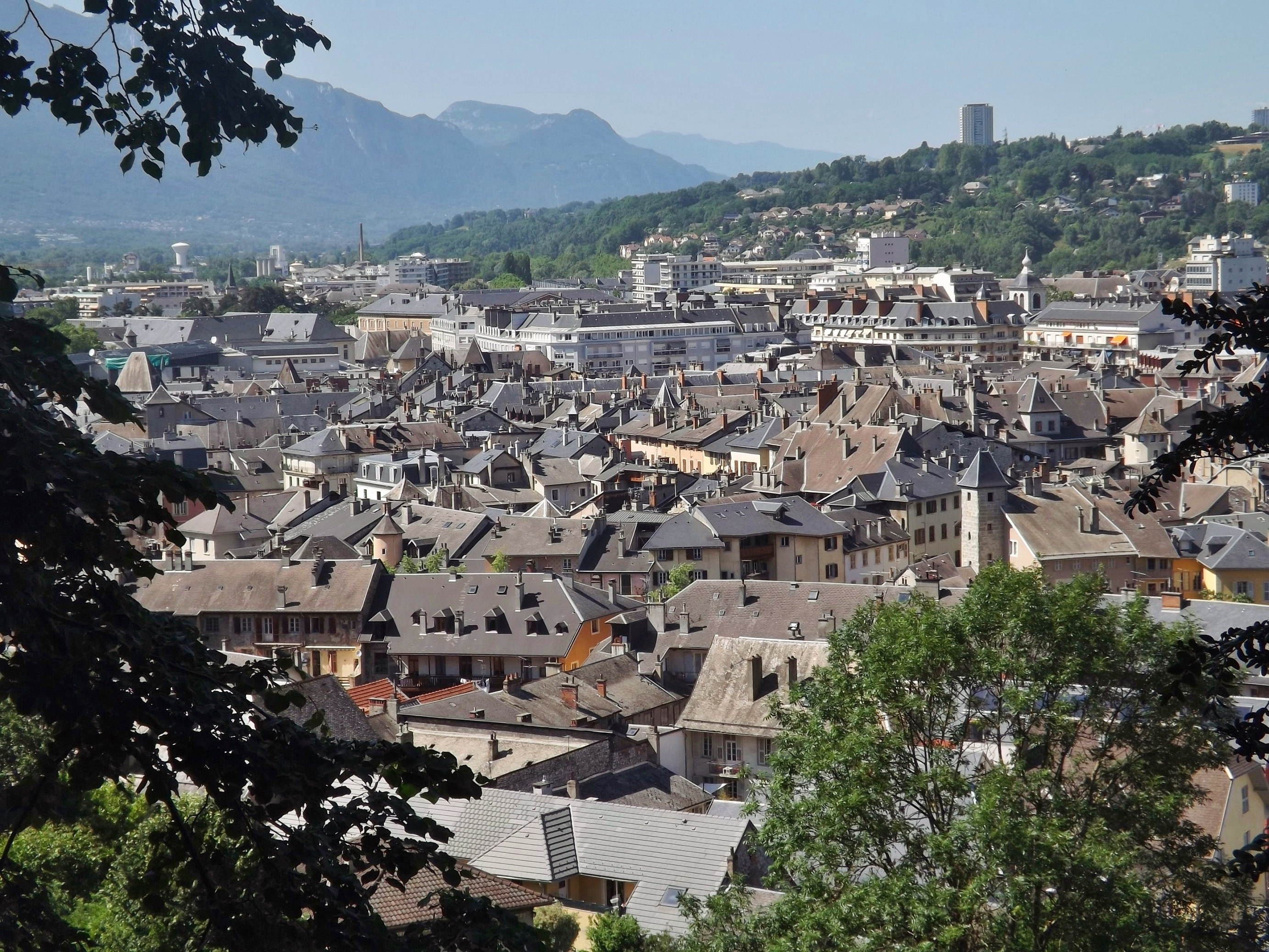
Střechy domů historického centra.